# Leonid Saweljewitsch Lipawski
Leonid Saweljewitsch Lipawski (russisch Леонид Савельевич Липавский, wiss. Transliteration Leonid Savel’evič Lipavskij; * 2. Februarjul. / 15. Februar 1904greg. in Sankt Petersburg, Russisches Kaiserreich; † November 1941 in der Nähe von Peterhof, Sowjetunion) war ein russischer Schriftsteller. Er gilt als einer der letzten Vertreter der russischen Avantgarde und wird zu den sogenannten russischen Absurden gezählt. In den 1920er und 1930er Jahren war er Mitglied der inoffiziellen Schriftstellergruppe Tschinari, der neben anderen auch Daniil Charms angehörte. Die philosophische Weltsicht dieser Gruppe wies große Ähnlichkeit mit der des später vor allem in Frankreich einflussreichen Existenzialismus auf.

## Leben

### Kindheit und Jugend
Lipawski wurde 1904 in Sankt Petersburg in der Familie des Arztes Saweli Michailowitsch (Saul Menachimowitsch) Lipawski geboren, einem Doktor der Medizin und Spezialisten für Haut- und Geschlechtskrankheiten. Die Mutter war Rosa (Brocha Rosa) Samsonowna Lipawskaja. Das Haus der Familie mit der Praxis des Vaters lagen auf der Petersburger Seite, Bolschoi prospekt 39, Ecke Gattschinskaja uliza. 1917–1920 besuchte Lipawski das Lentowskaja-Gymnasium. Er erlernte Französisch und Deutsch und wies gute Leistungen in Geschichte und Russisch auf. Der Russischlehrer Leonid W. Georg erkannte seine Fähigkeit zum literarischen Schaffen. Laut seiner Beurteilung war Lipawski bester Schüler des Gymnasiums im Schuljahr 1917/18.
Georg hatte offenbar einen großen Einfluss auf die zukünftigen Tschinari. Er leitete einen von Lehrern wie Schülern besuchten Literaturzirkel und organisierte ein Laientheater. Zwei weitere zukünftige Lipawski Mitglieder der Gruppe waren ebenfalls Georgs Schüler – Jakow Druskin und Alexander Wwedenski. Lipawski war befreundet mit Wladimir Losski, dem Sohn des Philosophen Nikolai Losski und später bekannten orthodoxen Theologen.
1917 oder 1918 gründete sich ein schulischer Dichterkreis, dem Lipawski, Wwedenski und Wladimir Alexejew angehörten. Alexejew war der Sohn des Philosophen Sergei A. Alexejew-Askoldow, der an der Schule Psychologie unterrichtet. Gemeinsam verfassten sie das Poem Byk Buddy, das nicht erhalten ist und dessen Titel vielleicht eine Anspielung auf die russischen Futuristen enthält, die sich auf Russisch auch budetljane nannten. Es soll eine freundschaftliche Parodie auf den Futurismus gewesen sein. 1920 oder 1921 entstand das einzige erhaltene gemeinsame Gedicht mit dem Titel Wir spazieren mit dir durch die Alleen … (Мы с тобой по аллеям гуляем…). Im Januar 1921 schrieben sie einen Brief an Alexander Blok mit der Bitte um Beurteilung ihrer beigelegten Gedichte. Blok vermerkte auf dem Brief, dass ihm nichts davon gefallen habe, am interessantesten sei noch Alexejew.

### Die 1920er und 1930er Jahre
1920 begann Lipawski ein Studium an der philosophischen Abteilung der sozialwissenschaftlichen Fakultät der Petrograder Universität, wo kurz darauf auch Druskin zu studieren begann. Sie studierten bei Nikolai O. Losski, der im November 1922 des Landes verwiesen wurde. Gleichzeitig besuchte Lipawski Sanskrit-Kurse am Institut für lebende orientalische Sprachen und beschäftigte sich autodidaktisch mit Mathematik und der Relativitätstheorie. Im September 1921 erschien das Dialogische Poem (Диалогическая поэма), 1922 die beiden Gedichte Die Sonne fiel in fremde Länder (Солнце запало в чужие страны) und Hör den Zug, ja! (Слушай тягу, да!) im von Nikolai Gumiljow herausgegebenen Almanach der Poetenwerkstatt (Альманах Цеха поэтов).
1922–1923 trafen sich Druskin, Wwedenski und Lipawski fast täglich. 1923 musste Lipawski die Universität verlassen, da er sich weigerte, seinen ehemaligen Hochschullehrer Losski zu verurteilen. Laut Druskins Angaben hörte Lipawski 1923 auf, „erwachsene“ Gedichte zu schreiben.
Einige Jahre arbeitete Lipawski als Sozialkundelehrer an verschiedenen Leningrader Schulen und als Erzieher an einer Schule für Schwererziehbare. Danach (etwa 1928–1932) war er Redakteur in der Leningrader Abteilung des Staatsverlags, aus dem er wohl bei einer Säuberung entlassen wurde. In den 1930er Jahren kam er bei Samuil Marschak im Kinderbuchverlag unter.
1925 stießen Daniil I. Charms und Nikolai Oleinikow zu den Treffen der drei Dichter. Ende der 1920er Jahre tauchte für die inoffizielle Gruppe die Bezeichnung Tschinari auf, mit der zuerst Wwedenski und Charms ihre Texte unterschrieben.
1926 erschien Lipawskis erstes Kinderbuch Statut der Pioniere (Пионерский устав). Im selben Jahr gründete Charms sein Theater Radix, für das er 1927 einen Sammelband plante, in dem auch Lipawski veröffentlichen sollte. Der Band erschien nie. Ab 1928 veröffentlichte Lipawski unter dem Pseudonym L. Saweljew Erzählungen für Kinder in der von Oleinikow herausgegebenen Zeitschrift Igel (Ёж). Sie handeln von Krieg und Revolution und erschienen auch in deutscher Übersetzung bis 1970 in der DDR. Kurz vor Beginn des Großen Vaterländischen Krieges begann er ein Buch über Physiologie, aus dem 1945–1946 Ausschnitte in der Zeitschrift Lagerfeuer (Костёр) veröffentlicht werden.
1931 heiratete Lipawski Tamara Alexandrowna Meier, mit der er zusammen die Schule besucht hatte. Sie war mit Wwedenski in einer Klasse gewesen und seit 1921 dessen Frau.
In den 1930er Jahren entstanden die bis heute als Handschriften oder Typoskripte erhaltenen philosophischen Schriften sowie die Aufzeichnung der Gespräche der Tschinari. Wie viel von dem Werk Lipawskis verloren ging, ist nicht bekannt.
1940 wurde Lipawski in die Flugabwehrabteilung der Baltischen Flotte rekrutiert und kam im November 1941 an der Front in der Nähe von Peterhof ums Leben.

## Werk

### Existenzphilosophie
Leonid Lipawski gilt als einer der beiden Philosophen der Tschinari (neben Jakow Druskin) und als Theoretiker der Gruppe. Sein Werk ist in engem Zusammenhang mit dem der anderen Schriftsteller der Gruppe zu sehen. In allen seinen Schriften finden sich die Themen wieder, mit denen sich die Tschinari beschäftigen und die in den von ihm 1933–1934 aufgezeichneten Gesprächen diskutiert werden. Lipawski ist in vielerlei Hinsicht ein Impulsgeber für die Arbeit der Gruppe. Mit ihr zusammen hat er ein existenzphilosophisches Konzept ausgearbeitet, das sich stark auf die Literaturproduktion und die literaturtheoretische Auffassung der Mitglieder auswirkt.
Nachdem seit Anfang der 1990er Jahre einzelne seiner Schriften im Rahmen von wissenschaftlichen Arbeiten sowie eines Sammelbandes („...Eine Ansammlung von Freunden, vom Schicksal verlassen“) erstmals an die Öffentlichkeit gelangt sind, liegt seit 2006 eine Monografie in russischer Sprache vor, in der alle Texte enthalten sind (Untersuchung über das Entsetzen).
Das Phänomen der Zeit ist eines der Hauptthemen Lipawskis und der Tschinari. Das spiegelt sich allein schon im Titel von mehreren Texten wider. Aus der Frage nach dem Vorhandensein oder Nichtvorhandensein von Zeit ergibt sich ein zentrales Problem in der Weltanschauung der Tschinari, nämlich das der Existenz bzw. Nichtexistenz von Gegenständen und Individualität.

### Sprache als Ursprung der Welt
Lipawski entwickelt eine originelle Theorie von der Entstehung der menschlichen Sprache, die er in der Theorie der Wörter (Теория слов) darlegt. Er macht sich auf die Suche nach dem Ursprung der Sprache, der für ihn zugleich der Ursprung der Dinge ist. Den originären Zustand der Welt stellt er sich als homogene Masse vor, in der es keine Unterschiede, keine Individualität gibt. Erst mithilfe der Sprache ist es möglich, die Welt willkürlich in einzelne Dinge aufzuteilen und diese wahrzunehmen. So wird die Welt dem Bewusstsein untergeordnet.
Nach Lipawskis Auffassung ist die Welt in einer Grundstruktur vorgegeben, die jedes Lebewesen je nach seinen individuellen physischen Voraussetzungen für sich interpretiert und auf der es dann seine eigene Welt aufbaut. Jeder Mensch schaffe sich so seine individuelle Welt. Jedoch seien die Unterschiede zu anderen Welten nicht so groß, dass man sich nicht verständigen könnte. Die Sprache sei das gemeinsame Mittel zur individuellen wie kollektiven Weltinterpretation und -konstruktion. Die benachbarten Welten der Menschen seien sich ähnlich, jedoch nicht gleich. Die Verbindung zwischen ihnen sei die Sprache.

### Kinderbücher
Lipawski trat unter dem Pseudonym Leonid Saweljew als Kinderbuchautor hervor. Mit seinen Geschichten über die Revolution und den Krieg erreichte er auch Jahre nach seinem Tod hohe Auflagen, so dass er in einigen Lexika und Rezensionen Erwähnung findet. Dabei hätte er es wohl vorgezogen, wenn niemand von dieser Tätigkeit gewusst hätte. Die Kinderbücher stehen offensichtlich in keinem Zusammenhang mit dem poetisch-philosophischen Werk und dienten allein dem Broterwerb.

## Werke
Gedichte
- Диалогическая поэма (Dialogisches Poem), 1921
- ‹Солнце запало в чужие страны...› (Die Sonne fiel in fremde Länder …), 1922
- ‹Слушай тягу, да!› (Hör den Zug, ja!), 1922

Prosa
- Трактат о воде (Traktat vom Wasser), Anfang 1930er Jahre
- Исследование ужаса (Untersuchung über das Entsetzen), Anfang 1930er Jahre
- Объяснение времени (Definition der Zeit)
- Время (Zeit), 1930er Jahre
- ‹О преобразованиях› (Von den Umwandlungen), Mitte 1930er Jahre?
- Последовательности (Reihenfolgen), Mitte 1930er Jahre
- ‹Определённое (качество, характер изменения, постоянство или изменяемость) …› (Das Bestimmte (die Eigenschaft, der Charakter der Veränderung, die Unveränderlichkeit oder die Veränderlichkeit) …), Mitte 1930er Jahre
- Строение качеств (Die Struktur der Eigenschaften), 1930er Jahre
- Созерцание движения (Wahrnehmung von Bewegung), 1930er Jahre
- О телесном сочетании (Von der körperlichen Vereinigung), erste Hälfte 1930er Jahre
- Головокружение (Schwindel), Anfang 1930er Jahre
- Сны (Träume), 1932
- Теория слов (Theorie der Wörter), 1935
- Разговоры (Gespräche), 1933–1934

Ausgaben
- Леонид Липавский: Исследование ужаса (Untersuchung über das Entsetzen). М.: Ad Marginem, 2005, ISBN 5-93321-103-6.

Übersetzungen
- Leonid Lipavskij: Gespräche. In: Schreibheft 39 (1992), S. 110–118. ISSN 0174-2132, ISSN 0172-343X
- Leonid Lipavskij: Abhandlung über das Entsetzen, Roman-Essay. In: Schreibheft 40 (1992), S. 12. ISSN 0174-2132, ISSN 0172-343X
- Leonid Lipavskij: Gespräche. Teil II. In: Schreibheft 40 (1992), S. 51–57. ISSN 0174-2132, ISSN 0172-343X
- Leonid Lipavskij: Dem Schrecken auf der Spur (Исследование ужаса), Traktat vom Wasser (Трактат о воде). In: Leonid Lipavskij, Jakov Druskin: Dem Schrecken auf der Spur. Hrsg., übers., mit einem Nachwort und Anmerkungen von Anja Dagmar Schloßberger. MATTHES&SEITZ BERLIN, 2017, ISBN 978-3-95757-361-2